# 行步 2011 尹鍾信
《行步 2011 尹鍾信》(행보 2011 윤종신)은 2011년 12월 6일에 출반된 가수 윤종신의 두 번째 월간 윤종신 컴필레이션 음반이다. 타이틀 곡은 〈나이〉이며, 총 13트랙을 포함하고 있다.

## 수록곡
| #   | 제목                                                | 작사                   | 작곡                                | 편곡                   | 재생 시간 |
| --- | --------------------------------------------------- | ---------------------- | ----------------------------------- | ---------------------- | --------- |
| 1.  | 〈Happy New Year... With You〉 (Piano Feat. 김광민) | 윤종신                 | 윤종신, 이근호                      | 김광민                 | 5:46      |
| 2.  | 〈바바바 (부제 화해송)〉 (Guitar Feat. 이상순)      | 윤종신                 | 윤종신, 이근호                      | 이상순                 | 4:38      |
| 3.  | 〈거기까지만〉                                      | 윤종신                 | 윤종신, 이근호                      | 정지찬                 | 4:31      |
| 4.  | 〈너 없이 산다〉 (Vocal. 이현우)                    | 윤종신                 | 윤종신, 이근호                      | Postino                | 4:07      |
| 5.  | 〈결국 봄〉 (Vocal. 장필순)                         | 윤종신                 | 윤종신                              |                        | 3:55      |
| 6.  | 〈두 이별〉 (Feat. 이정)                            | 윤종신                 | 윤종신, 이근호                      | 조정치                 | 8:32      |
| 7.  | 〈말꼬리〉 (Feat. 정준일 of MATE)                   | 윤종신                 | 윤종신                              | SHINCHI                | 4:04      |
| 8.  | 〈Shin's Rhythm For 20 Years..〉 (Feat. POSTINO)    | 윤성희, 윤종신, 정석원 | MGR, 윤종신, 이규호, 이근호, 정석원 | POSTINO                | 10:21     |
| 9.  | 〈Love Scanner〉 (Feat. 정석원, Swings)             | 윤종신                 | 정석원                              | 정석원                 | 3:41      |
| 10. | 〈니 생각〉 (Feat. 김그림, 신치림)                  | 윤종신                 | 윤종신                              | 신치림                 | 3:22      |
| 11. | 〈못나고 못난〉                                     | 윤종신                 | 정석원                              | 정석원                 | 4:26      |
| 12. | 〈늦가을〉 (Feat. 슈퍼주니어 규현)                  | 윤종신                 | 윤종신, 이근호                      | 정지찬                 | 3:48      |
| 13. | 〈나이〉                                            | 윤종신                 | 윤종신, 이근호                      | 윤종신, 이근호, 조정치 | 4:59      |

## 수록곡 세션 정보
1. Happy New Year...with You (Feat. 김광민)
[2011 《월간 윤종신》 1월호]
- 작곡: 윤종신, 이근호
- 작사: 윤종신
- 편곡: 김광민

- 드럼: Chris Varga
- 피아노: 김광민
- 콘트라베이스: 이순용

2. 바바바 (부제: 화해송) (Feat. 이상순)
[2011 《월간 윤종신》 2월호]
- 작곡: 윤종신, 이근호
- 작사: 윤종신
- 편곡: 이상순

- 기타, 베이스: 이상순
- 퍼커션: 김현준
- 코러스: 하림

3. 거기까지만
[2011 《월간 윤종신》 3월호]
- 작곡: 윤종신, 이근호
- 작사: 윤종신
- 편곡: 정지찬

- 현악기 편곡: 박인영
- 현악기: 융 Strings
- 베이스: 최훈
- 기타: 조정치
- 리듬, 키보드: 정지찬
- 하모니카: 하림

4. 너 없이 산다(Feat. 이현우)
[2011 《월간 윤종신》 3월호]
- 작곡: 윤종신, 이근호
- 작사: 윤종신
- 편곡: POSTINO

- 베이스: 최훈
- 기타: 조정치
- 리듬, 키보드: POSTINO
- 코러스: 하림

5. 결국 봄(Feat. 장필순)
[2011 《월간 윤종신》 4월호]
- 작곡/작사: 윤종신
- 편곡: 조정치

- 드럼: 신석철
- 베이스: 최훈
- 기타: 조정치
- 로즈: 박용준
- 코러스: 장필순, 하림

6. 두 이별(Feat. 이정)
[2011 《월간 윤종신》 5월호]
- 작곡: 윤종신, 이근호
- 작사: 윤종신
- 편곡: 조정치

- 드럼: 신석철
- 베이스: 최훈
- 기타: 조정치
- 로즈, 키보드: 박용준
- 코러스: 하림

7. 말꼬리(Feat. 정준일 of MATE)
[2011 《월간 윤종신》 6월호]
- 작곡/작사: 윤종신
- 편곡: SHINCHI

- 현악기 편곡: 박인영
- 현악기 연주: 융 Strings
- 드럼: 신석철
- 베이스: 최훈
- 기타: 조정치
- 로즈, 키보드: 박용준

8. Shin's Rhythm For 20 Years(Feat. POSTINO)
[2011 《월간 윤종신》 7월호]
- 작사: 윤성희, 윤종신, 정석원
- 작곡: MGR, 윤종신, 이규호, 이근호, 정석원
- 편곡: POSTINO

9. Love Scanner(Feat. 정석원, Swings)
[2011 《월간 윤종신》 8월호]
- 작사: 윤종신
- 작곡/편곡: 정석원

- 랩: Swings
- 드럼: 신석철
- 베이스: 최훈
- 기타: 조정치
- 키보드: 고경천, 정석원
- 코러스: 케이준

10. 니 생각(Feat. 김그림, 신치림)
[2011 《월간 윤종신》 9월호]
- 작곡/작사: 윤종신
- 편곡: 신치림

- 기타: 조정치
- 아코디언: 하림

11. 못나고 못난
[2011 《월간 윤종신》 10월호]
- 작사: 윤종신
- 작곡/편곡: 정석원

- 현악기 편곡: 박인영
- 현악기 연주: 융 Strings
- 드럼: 신석철
- 베이스: 최훈
- 기타: 조정치
- 키보드: 정석원

12. 늦가을(Feat. 규현)
[2011 《월간 윤종신》 11월호]
- 작곡: 윤종신, 이근호
- 작사: 윤종신
- 편곡: 정지찬

- 현악기 편곡: 박인영
- 현악기 연주: 융 Strings
- 드럼: 신석철
- 베이스: 최훈
- 기타, 키보드: 조정치
- 코러스: 강성호

13. 나이
[2011 《월간 윤종신》 12월호]
- 작곡: 윤종신, 이근호
- 작사: 윤종신
- 편곡: 윤종신, 이근호, 조정치

- 드럼: 신석철
- 베이스: 최훈
- 기타: 조정치
- 피아노: 박용준
- Hammond B3 오르간: 김효국

## 참여 스텝
- 프로듀서: 윤종신
- 전곡 작사자: 윤종신
- 믹싱 엔지니어: 고현정 at Musicabal Studio
- 레코딩 엔지니어: 엄현우, 오성근
- 보조 엔지니어: 김일호, 박지연, 박무일, 오단영
- 마스터링: 최효영 at Suono Mastering Studio, 전훈 at Sonic Korea, Ian Copper at Metropolis Studio in London
- 사진 작가: 안성진
- 디자인: 공민선
- 매니지먼트: 조배현, 하영진 in MYSTIC89(미스틱89)
- 스타일리스트: 오영주, 김선영
- 제작: MYSTIC89
- 피쳐링한 음악가: 김광민, 이상순, 이현우, 장필순, 이정, 정준일, POSTINO, 정석원, 김그림, 신치림, 규현